# Wanda Hendrix

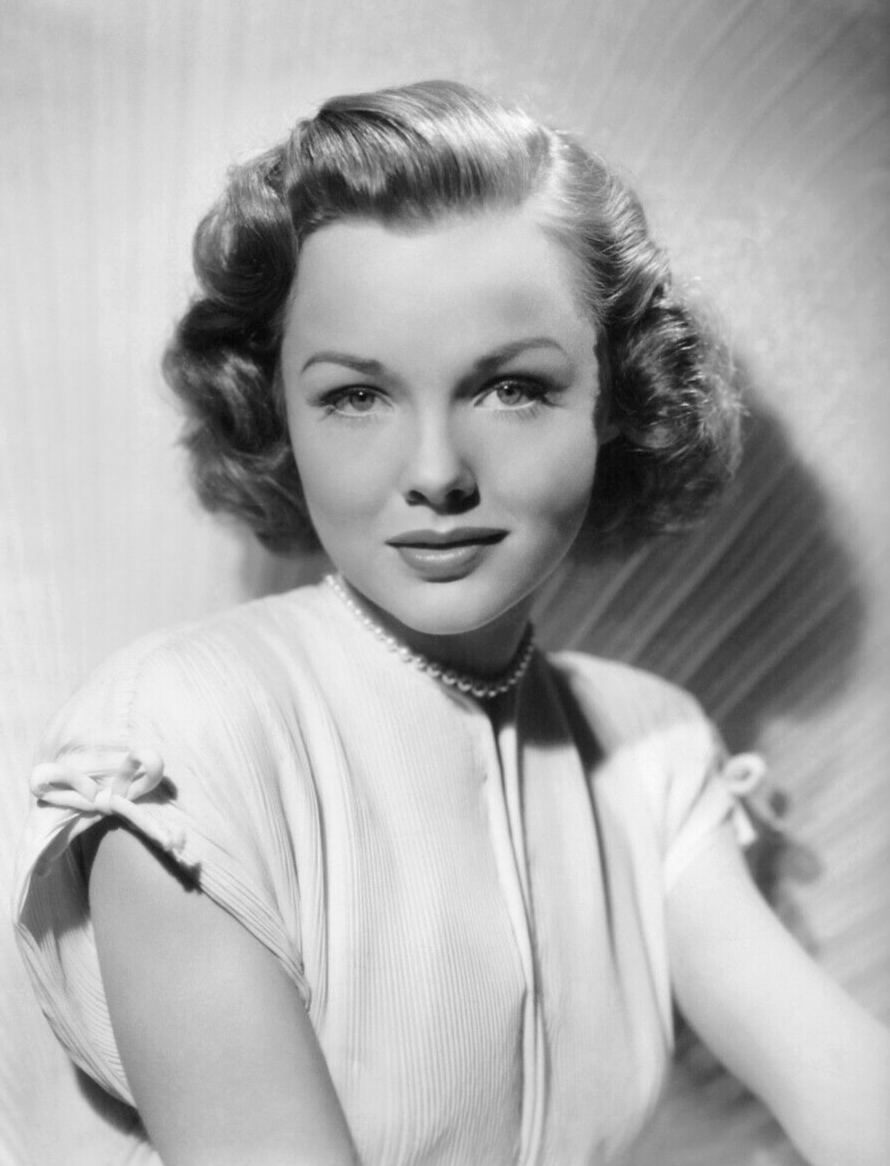
Wanda Hendrix (1948)

Dixie Wanda Hendrix (* 3. November 1928 in Jacksonville, Florida; † 1. Februar 1981 in Burbank, Kalifornien) war eine US-amerikanische Film- und Fernsehschauspielerin.

## Leben
Geboren wurde Dixie Wanda Hendrix als Tochter von Max Sylvester und Mary Faircloth Hendrix in Jacksonville, Florida. Hendrix schloss sich nach ihrem Abschluss an der High School einem kleinen Laientheater in ihrem Wohnort an, wo sie von einem Talentscout von Warner Brothers entdeckt wurde und daraufhin einen Vertrag in Hollywood erhielt.
Ihren ersten Film Jagd im Nebel drehte sie 1945, auf den in den ersten Jahren überwiegend B-Movies folgten.  In den späten 1940er-Jahren hatte sie Auftritte in anspruchsvolleren Filmen wie Reite auf dem rosa Pferd (1947) und Miss Tatlock’s Millions (1948). In Henry Kings Historiendrama In den Klauen des Borgia (1949) spielte sie neben Tyrone Power und Orson Welles die weibliche Hauptrolle.
Der spätere Schauspieler Audie Murphy sah Hendrix 1946 auf dem Cover eines Magazins und bat sie um ein Treffen. 1949 heirateten sie, doch die Ehe hielt nicht lange. Hendrix erzählte später, dass Murphy sie gebeten habe, ihren Beruf aufzugeben. Noch mehr jedoch habe es sie gestört, dass Murphy, der an Posttraumatischen Belastungsstörungen (PTSD) aus dem Zweiten Weltkrieg litt, mit einem geladenen Revolver geschlafen und bei einem seiner Flashback-Anfälle mit der Waffe auf sie gezielt habe. 1951 ließen sie sich scheiden. In ihren späteren Jahren sprach sie jedoch voller Mitgefühl über ihn.
Hendrix nahm ihren Beruf wieder auf, hatte es aber schwer, gute Rollen zu bekommen. 1954 heiratete sie den Sportler Jim Stack. Sie hörte zeitweise mit der Schauspielerei auf und trat ab 1957 gelegentlich in Fernsehserien auf, etwa in Der zweite Mann, Meine drei Söhne und Verliebt in eine Hexe. Nach ihrer Ehe mit Stack, die 1958 in Scheidung endete, war sie von 1969 bis 1980 mit Steven LaMonte, einem italienischen Finanzexperten und leitenden Angestellten einer Ölfirma, verheiratet.
Sie starb 1981 im Alter von 52 Jahren an einer doppelten Lungenentzündung in Burbank, Kalifornien, und wurde auf dem Forest Lawn Memorial Park Cemetery beigesetzt.

## Filmografie
- 1945: Jagd im Nebel (Confidential Agent)
- 1947: Nora Prentiss
- 1947: Mit Gesang geht alles besser (Welcome Stranger)
- 1947: Hollywood Wonderland
- 1947: Mädchen für Hollywood (Variety Girl)
- 1947: Reite auf dem rosa Pferd (Ride the Pink Horse)
- 1948: Miss Tatlock’s Millions
- 1949: My Own True Love
- 1949: Song of Surrender
- 1949: In den Klauen des Borgia (Prince of Foxes)
- 1950: Captain Carey, U.S.A.
- 1950: Sierra
- 1950: Unser Admiral ist eine Lady (The Admiral Was a Lady)
- 1950: Ohne Gesetz (Saddle Tramp)
- 1950: Lux Video Theatre (TV-Serie, eine Folge)
- 1951: The Bigelow Theatre (TV-Serie, zwei Folgen)
- 1951: Der maskierte Kavalier (The Highwayman)
- 1951: Der Arm des Bösen (My Outlaw Brother)
- 1951/1952: Pulitzer Prize Playhouse (TV-Serie, zwei Folgen)
- 1952: Montana Territory
- 1952: Your Show of Shows (TV-Serie, eine Folge)
- 1952: Robert Montgomery Presents (TV-Serie, eine Folge)
- 1953: Your Favorite Story (eine Folge)
- 1953: Abenteuer in Algier (South of Algiers)
- 1953: ABC Album (TV-Serie, zwei Folgen)
- 1953: Der letzte Suchtrupp (The Last Posse)
- 1953: Sea of Lost Ships
- 1952/1953: The Ford Television Theatre (TV-Serie, zwei Folgen)
- 1953: The Revlon Mirror Theater (TV-Serie, eine Folge)
- 1953: Schlitz Playhouse of Stars (TV-Serie, eine Folge)
- 1954: Die Autofalle von Las Vegas (Highway Dragnet)
- 1954: The Black Dakotas
- 1957: Climax! (TV-Serie, eine Folge)
- 1958: Telephone Time (TV-Serie, eine Folge)
- 1958: Wagon Train (TV-Serie, eine Folge)
- 1959: The Red Skelton Show (TV-Serie, eine Folge)
- 1960: Anwalt der Gerechtigkeit (Lock Up) (TV-Serie, zwei Folgen)
- 1960: Bat Masterson (TV-Serie, eine Folge)
- 1961: Der zweite Mann (The Deputy) (TV-Serie, eine Folge)
- 1961: Boy Who Caught a Crook
- 1963: The Lloyd Bridges Show (TV-Serie, eine Folge)
- 1963: Die Rache des Johnny Cool (Johnny Cool)
- 1964: Postkutsche nach Thunder Rock (Stage to Thunder Rock)
- 1969: Meine drei Söhne (My Three Sons) (TV-Serie, eine Folge)
- 1971: Verliebt in eine Hexe (Bewitched) (TV-Serie, eine Folge)
- 1972: One Minute Before Death
- 1973: The Oval Portrait
- 1974: Police Story – Immer im Einsatz (Police Story) (TV-Serie, eine Folge)